# Đảo Run

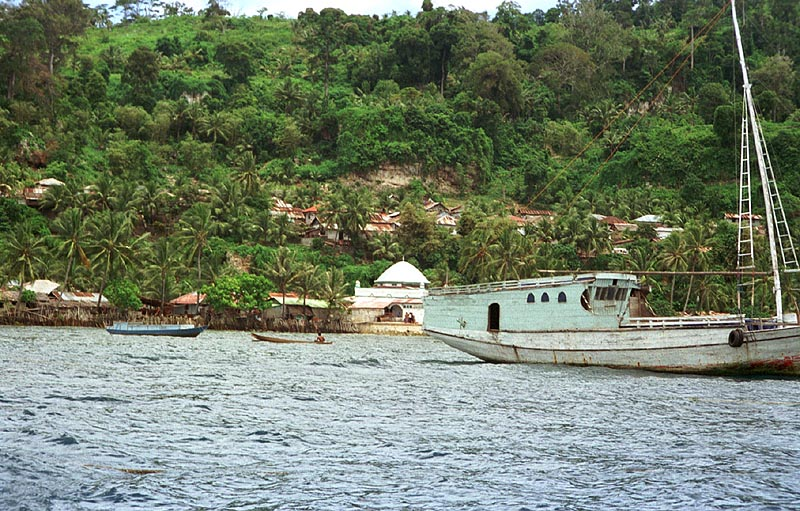
Quan cảnh ở bờ biển

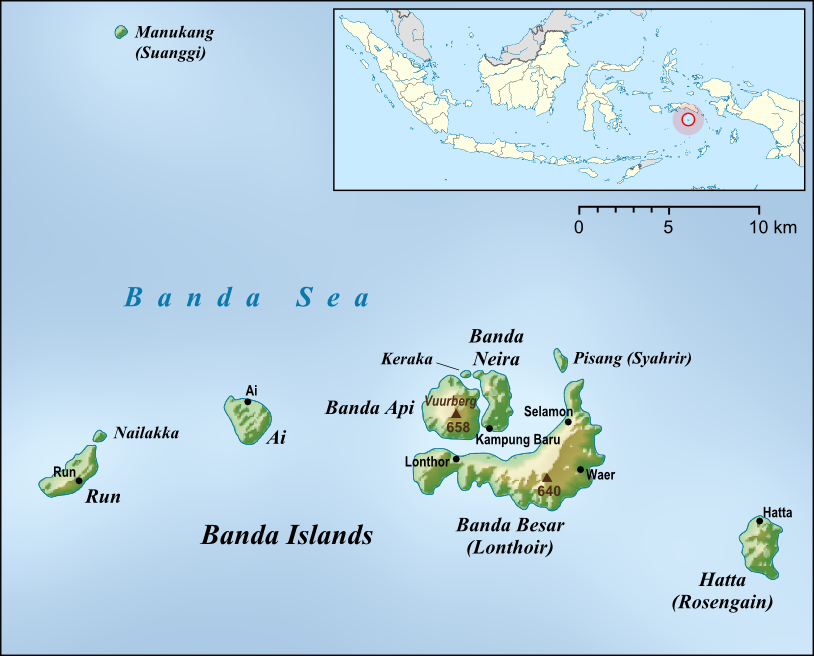
Run ở phía nam của quần đảo Banda

Đảo Run (còn được gọi Pulau Run, Pulo Run, Puloroon hay Rhun) là một trong những hòn đảo nhỏ nhất trong quần đảo Banda, một phần của Indonesia. Nó có chiều dài khoảng 3 kilômét (1,9 mi) và chiều rộng nhỏ hơn 1 kilômét (0,62 mi).